# Jim Diamond
James "Jim" Diamond (Glasgow, Escocia, 28 de septiembre de 1951-Londres, Inglaterra, 8 de octubre de 2015) fue un cantante de pop británico.

## Carrera
Diamond era más conocido por sus éxitos musicales «I Won't Let You Down» (1982) como líder del trío Ph.D., con Tony Hymas y Simon Phillips, y su canción como solista «I Should Have Known Better». Fue una balada editada en 1984 obteniendo un gran éxito, no solo en el Reino Unido (donde fue n.º 1) y en toda Europa, sino en el resto del mundo. Otro éxito fue la canción «Hi Ho Silver», para una serie televisiva de 1986, que alcanzó el n.º 5 en los tops británicos. Así mismo, colaboró en canciones como «Sailing» de la banda Rock Against Repatriation, «You'll Never Walk Alone» con la banda The Crowd y «Let It Be» con Ferry Aid.

### Sus primeros años
Inició su carrera musical a la edad de quince años con la banda The Method, formada por él. Más tarde realizó varios viajes por Europa con otra banda, Gully Foyle. Diamond sería más tarde descubierto por Alexis Korner, considerado el "Ídolo del Blues Británico", formando parte de su banda por un par de años. En 1976, dejó a Korner para formar la banda Bandit, junto con Cliff Williams que, más adelante, formaría parte de la banda AC/DC. Diamond se trasladó a Los Ángeles donde formaría el dúo Slick Diamond con Earl Slick.

### Década de 1980
En el año 1982 vuelve al gran público con la banda Ph.D (Phillips, Hymas e Diamond). Diamond (vocalista), Tony Hymas (tecladista) y Simon Phillips (baterista). La banda firmó un contrato con la grabadora/editora WEA Records y su mayor éxito (vendió millones de copias) fue I Won't Let You Down. Esta canción fue un enorme éxito y se convirtió en un clásico. En 1984 publicó un disco en solitario (I Should Have Known Better). En mayo de 1986, alcanzó al nº 5 en las listas del Reino Unido gracias al tema «Hi Ho Silver» para la serie televisiva Boon.
En 2005, Diamond publicó su primer álbum de estudio en once años, titulado "Souled and Healed". Los dos singles principales de ese álbum fueron «When You Turn» y «Blue Shoes».
Murió por un Edema pulmonar el 8 de octubre de 2015, a la edad de 64 años

## Discografía
- 1985: Double Crossed
- 1986: Desire for Freedom
- 1988: Jim Diamond
- 1993: Jim Diamond
- 1994: Sugarolly Days
- 1999: The Best of Jim Diamond
- 2005: Souled and Healed
- 2011: City of Soul